# Hátulkopoltyúsok
A hátulkopoltyúsok (Opisthobranchia) a puhatestűek (Mollusca) közé tartozó valódi csigák (Orthogastropoda) alosztályának egyik rendje.

## Elterjedésük
Egyetlen, a Bajkál-tóban élő faj (Ancylodoris baicalensis) kivételével tengeri állatok. Néhány faj (Hedylida spp.) behatol a Nagy Szunda-szigetek folyóinak torkolatába.

## Jellemzőik
Durva közelítéssel a tengerek házatlan csigáinak tekinthetjük őket, de vannak a rendben csökevényes házú taxonok, sőt, néhány faj megőrizte kifejlett házát.
Alakjuk nagyon változatos. A jól fejlett házú fajok alig térnek el egyes elölkopoltyúsoktól, a házatlanok alakját azonban döntően befolyásolja, hogy héjukkal együtt visszafejlődik kiemelkedő zsigerzacskójuk is. Testük ennek megfelelően ellaposodik, alakjuk egyre részarányosabbá válik; egyesek szinte teljesen részarányos szervezetekké alakultak.
A csavarodott házú és zsigerzacskójú alakok feje mögött többnyire fejlett köpenyüreget találhatunk, ez azonban kissé jobbra tolódott, és a nyílása is a jobb oldalon keresendő. A lecsavarodás (detorzió) ütemében a lélegzőüreg is jobbra tolódik, miközben mérete is csökken. Ezzel karöltve tolódik jobbra a kopoltyú és a szív is úgy, hogy közben megváltozik relatív helyzetük: a szívpitvar és a kopoltyú előbb a szívkamrától jobbra, majd egészen e mögé kerül. Éppen ezért nevezik őket hátulkopoltyúsoknak, mert kopoltyújuk a szív mögött van. Ahogy a kopoltyúüreg hátratolódik, egyre kisebb lesz, amíg az eredeti kopoltyúval együtt teljesen el nem tűnik. Az eredeti kopoltyú helyett a csiga oldalán vagy hátán egészen új, járulékos vagy adaptív kopoltyúk (gyakran nagyon díszes, fa alakúan vagy lebenyesen elágazó képződmények) fejlődnek ki. Ugyancsak hátrafelé tolódik a végbél is, ami egyes fajokban egészen hátra, a test középvonalában a hátoldalra kerülhet.
Valamennyi hátulkopoltyús hímnős; ivarszerveik gyakran nagyon bonyolultak. Az egyszerre lerakott peték száma nagyon különböző, általában az állat nagysága szerint változik. A petéket épp úgy kocsonyaszerű tömegben helyezik el, mint az ülőszemű tüdőscsigák (Basommatophora). Egy-egy ilyen kocsonyában (Doris, Aplysia nemek) akár félmillió pete is lehet. A fejlődés majdnem mindig veliger lárvával kezdődik, de annak a vitorlája sohasem nő nagyra, mert a lárva csak rövid ideig úszkál szabadon. Főképpen a parti övben, de inkább az árapály zónája alatt, a növényekkel benőtt területeken élnek, mert a part közelében túl erős a hullámverés. Egyes fajok a növényeken mászkálnak, mások az iszapba ássák magukat.
Egyes fajok moszatevők, az iszapban lakók többnyire közönségesen iszapfalók. Vannak húsevők is, amelyek leginkább űrbelűekkel (Coelenterata) táplálkoznak. Radulájuk szerkezete is az ülőszemű tüdőscsigákéhoz közeli, de az egy-egy sorban lévő fogak változatosabbak: a ragadozó fajok hogy fogai hegyesek és élesek. Egyes fajok mellék- és peremfogainak száma addig csökkenhet, hogy végül csak egyetlenegy foguk (az erős középfog) marad az egész harántsorban, épp úgy, mint az ugyancsak ragadozó egyfogú csigáknál (Modulidae) is láthatjuk. Ilyen radulája azonban nemcsak a ragadozó fajoknak lehet, sőt, egyes forró égövi fajok radulája egészen el is tűnhet.

## Rendszertani felosztásuk
A rendet hét kládra bontjuk:
- Aplysiomorpha,
- Cephalaspidea,
- Gymnosomata,
- Nudipleura,
- Sacoglossa,
- Thecosomata,
- Umbraculida

Ezek a Nudipleura kivételével egy-egy alrendnek feleltethetők meg.
A Nudipleura kládon belül az alábbi rendszertani egységeket jelölhetjük ki:

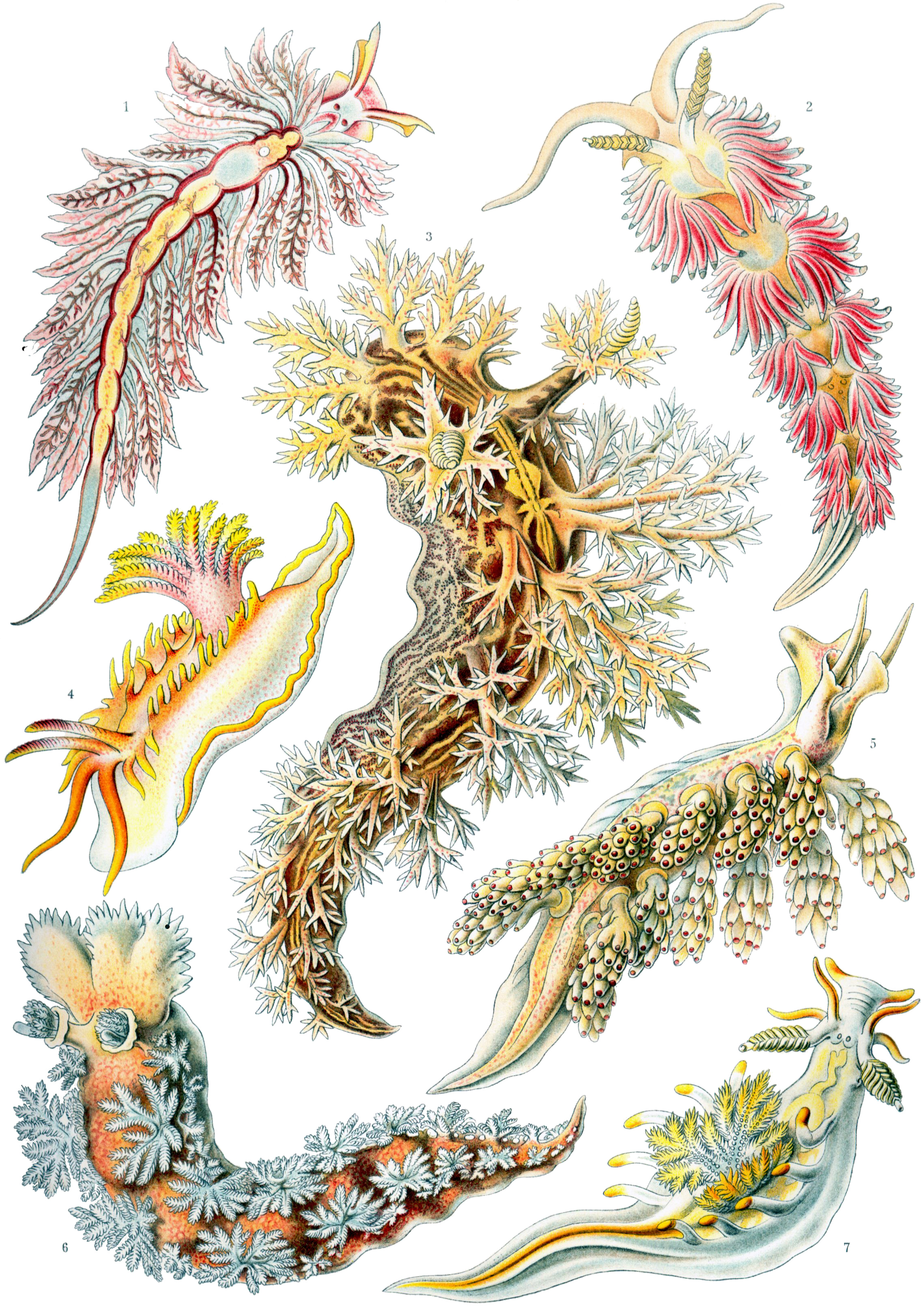
Csupaszkopoltyús csigák Ernst Haeckel: A természet művészi formái (1904) c. könyvéből

- Csupaszkopoltyús csigák (Nudibranchia) klád, egyes rendszerek ben alrend (egy, alegységbe nem sorolt családdal: Rhodopidae)
  - Dexiarchia klád
    - Cladobranchia klád
      - Aeolidida alrend
      - Dendronotida alrend
      - Euarminida alrend
      - alrenden kívüli családok (Charcotiidae, Dironidae, Dotidae, Goniaeolididae, Heroidae, Madrellidae, Pinufiidae, Proctonotida)

    - Pseudoeuctenidiacea klád (alrend) egy öregcsaláddal: Doridoxoidea

  - Euctenidiacea
    - Doridacea klád (alrend) 4 öregcsaláddal,
    - Gnathodoridacea klád (alrend) 1 öregcsaláddal.
- Pleurobranchomorpha klád (alrend) egy öregcsaláddal: Pleurobranchoidea